# Alexander Anderson (matematico)

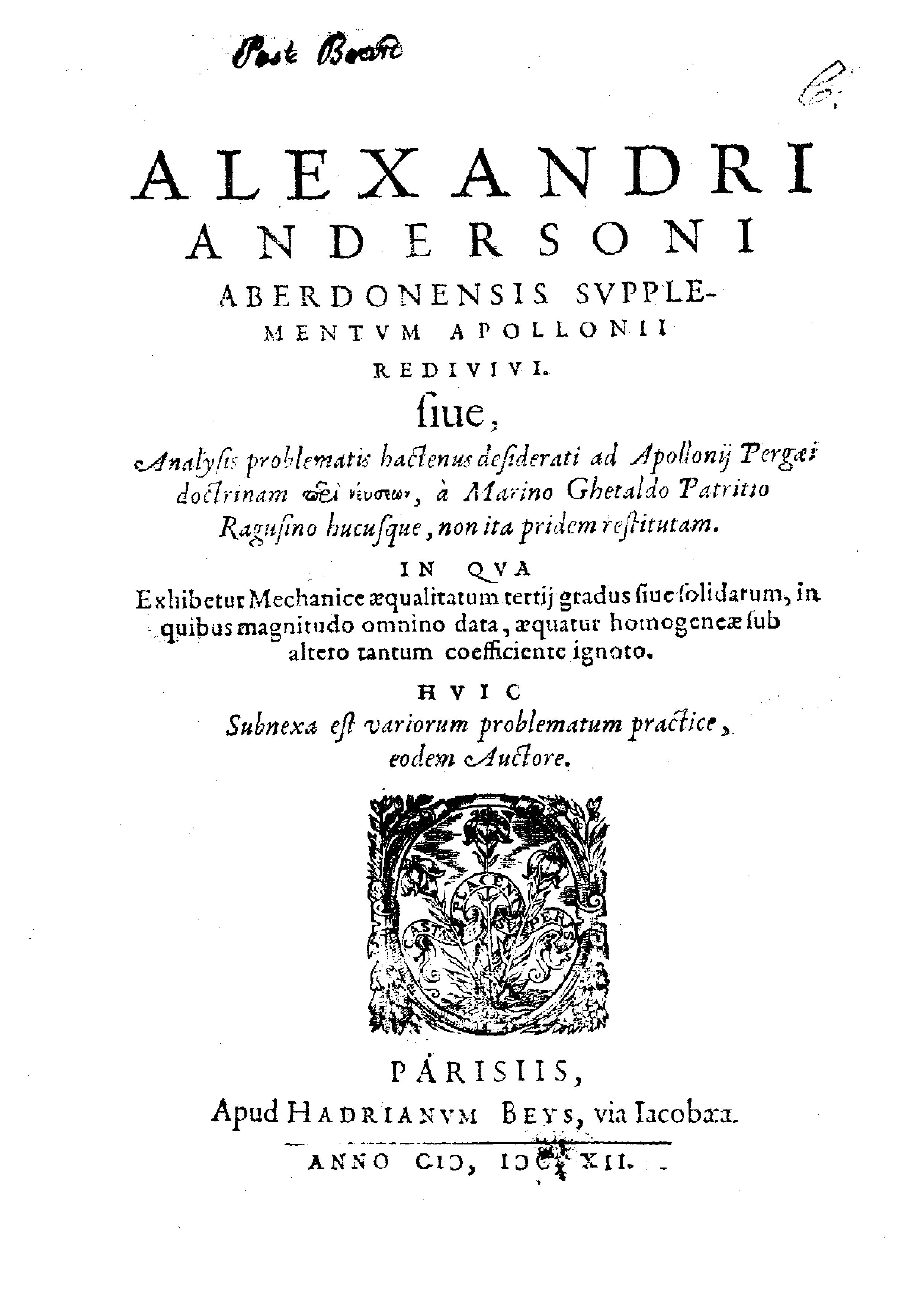
Supplementum Apollonii redivivi, 1612

Alexander Anderson (Aberdeen, 1582 circa – Parigi, 1620 circa) è stato un matematico scozzese.

## Biografia
Nacque probabilmente 1582, stando a uno scritto che gli dava 35 anni nel 1617.
Non è noto dove abbia studiato, ma è probabile che avesse inizialmente studiato scrittura e filosofia ("belle lettere") nella sua città natia di Aberdeen.
Si trasferì quindi nel continente e insegnò matematica a Parigi verso l'inizio del XVII secolo, dove pubblicò o redasse, fra il 1612 e il 1619, diversi trattati di geometria e algebra. Si descriveva come più saggio che ricco, nella dedica del Vindiciae Archimedis (1616).
Era cugino di primo grado di David Anderson of Finshaugh, un celebre matematico, la cui figlia era madre del matematico James Gregory.

## Opere
- (LA) Supplementum Apollonii redivivi, Adrien Beys, 1612.
- (LA) Ad angularium sectionum analyticen, Olivier de Varennes, 1615.
- (LA) Exercitationum mathematicarum decas prima, Olivier de Varennes, 1619.